# 23257 Denny
23257 Denny è un asteroide della fascia principale. Scoperto nel 2000, presenta un'orbita caratterizzata da un semiasse maggiore pari a 2,5379358 UA e da un'eccentricità di 0,1101305, inclinata di 5,71991° rispetto all'eclittica.